# Marcelle Lerme-Walter
Marcelle Lerme-Walter, née le 23 avril 1906 à Mansle (Charente) et morte le 14 février 2001 à Tinténiac (Ille-et-Vilaine), est une pédagogue de la lecture et autrice de littérature jeunesse française.
Ses deux romans, Les Enfants de Pompéi ou le Jeu du Roi (1968) et Les Voyageurs sans souci (1970), connaissent de nombreuses rééditions, et pour le second, plusieurs traductions.

## Biographie
Marcelle Lerme-Walter est plus connue par le succès des deux seuls romans qu'elle a écrits que pour les aspects de sa vie personnelle,. Née Marcelle Lerme en 1906, institutrice elle-même, elle épouse un instituteur[réf. souhaitée] et devient au cours de sa carrière professeur d'enseignement des collèges.
Elle est par ailleurs l'autrice de plusieurs dossiers et articles de pédagogie de la lecture pour enfants, publiés au sein des revues de La Joie par les livres, où elle anime des stages de formation d'enseignants. Elle participe aussi à des animations en bibliothèque, comme à Clamart, aux côtés d'autres auteurs alors jugés prestigieux, et à Choisy-le-Roi en 1973 et 1974. Elle monte une exposition itinérante sur le thème Les grands conteurs du merveilleux et leurs imagiers présentée dans plusieurs bibliothèques de la région parisienne en 1981 et 1982.

## Publications

### Les Voyageurs sans souci
Paru en 1970, ce récit fantastique est qualifié à sa sortie d' « ouvrage, sans doute le plus original de l'année, n'a pas de précédent dans la littérature enfantine d'expression française ». Il mêle les thèmes traditionnels du merveilleux (objets magiques, animaux parlants, château hanté, sorcière à la fois princesse et voleuse d'enfants)  avec les actes et préoccupations quotidiennes des deux enfants héros du livre. Le synopsis est ainsi résumé dans le Bulletin d'analyse de livres pour enfants : « S'élevant dans les airs grâce à leurs habits magiques, Agathe et Sébastien
partent à la recherche d'Aigle-Royal pour libérer les enfants que la Princesse-de-tout-ce-qui-vole a enfermés dans son mystérieux château de Plumauvent ».
Le livre, réédité à de multiples reprises, a fait l'objet de traductions en espagnol avec 17 rééditions entre 1970 et 1997 ; il a aussi été traduit et en japonais.

### Articles
- « D'où viennent "Les voyageurs sans souci" (roman édité chez Nathan, coll. Bibliothèque internationale) », sur cnlj.bnf.fr, 1971
- Des récits et des histoires-clés pour nourrir l'imagination des enfants selon leur âge[15]
- « L'humour et la littérature enfantine », sur cnlj.bnf.fr, 1971 (consulté le 19 juillet 2024)